# Ala-Kuomio
Ala-Kuomio är en sjö i Finland. Den ligger i kommunen S:t Michel i landskapet Södra Savolax, i den södra delen av landet, 180 km nordost om huvudstaden Helsingfors. Ala-Kuomio ligger 85,5 meter över havet. Arean är 2,04 kvadratkilometer och strandlinjen är 21,49 kilometer lång. Sjön  ingår i Kymmene älvs huvudavrinningsområde.   I omgivningarna runt Ala-Kuomio växer i huvudsak barrskog. Den sträcker sig 3,7 kilometer i nord-sydlig riktning, och 2,2 kilometer i öst-västlig riktning.
I övrigt finns följande i Ala-Kuomio:
- Kissasaari (en ö)
- Pynnönsaari (en ö)
- Kotossaari (en ö)
- Savisaari (en ö)
- Lintusaari (en ö)
- Koirakallio (en ö)
- Pukaransaari (en ö)